# 在日クルド人へのヘイト
在日クルド人へのヘイト（ざいにちクルドじんへのヘイト）は、1990年代からクルド人が暮らすようになった埼玉県川口市や蕨市などを中心に、2020年代に入って急速に深刻化した社会問題である。とくに2023年の入管法改正をめぐる議論や、川崎市でのヘイトスピーチ禁止条例施行によって排外主義団体が活動拠点を移したことなどを背景に、SNS上での誹謗中傷やデマおよび現地での排斥デモや脅迫などが巻き起こり、その多くが難民申請中の立場である在日クルド人を標的としたヘイトスピーチが激増したといわれている。こうした差別や排外主義的な言動は、地域社会や当事者に深刻な影響を及ぼすと指摘も多い。当事者が排斥デモの差し止めの仮処分を求めるなどのアクションがとられるなか、SNSを通じた差別の拡大や、ネットを超えた現実での被害は続いており、社会的な課題となっている。

## 背景
クルド人は中東における最大級の民族集団の1つであり、トルコ、イラク、シリア、イランなど複数の国にまたがって居住しているが、独立した国家を持たず、各国で少数民族として差別や弾圧を受けてきた。こうした状況の中、日本には1990年頃からトルコ国籍のクルド人が難民申請を目的に入国し、埼玉県の川口市や蕨市などに在日クルド人コミュニティが形成されている。日本の難民認定制度は国際的に見ても厳格であり、クルド人が難民として認定される例はごくわずかである。このため、多くのクルド人は難民申請中の立場で日本での生活を続けている。2024年時点で川口市周辺には約2千人のクルド人が居住し、700人ほどの仮放免者を除き、多くは在留許可を得て、日中は関東一円に出向いては解体業等で働いている。
川口市や蕨市はもともと外国人住民が多く、多国籍化が進んだ地域であり、地元自治体や住民による多文化共生の取り組みも行われてきた。しかし近年、右派系グループによる排外主義的な示威行動やデマの拡散が目立つようになっている。2009年には在日特権を許さない市民の会（在特会）がフィリピン人一家（カルデロン一家問題）の国外退去を求めるデモを行い、2010には中国人を標的としたデモを行った。
2023年春以降、入管法改正をめぐる議論をきっかけにクルド人が注目された。もともと川口市では、日本人住民と外国人住民の間でゴミ出しや生活騒音などをめぐる摩擦があった。2023年6月末、川口市議会は「一部外国人による犯罪の取り締まり強化を求める意見書」を可決した。この意見書の可決以降、川口市が「無法地帯」であるかのような印象が広まり、クルド人を含む外国人住民に対する偏見や差別的な言説が拡大した。翌月7月の川口市立医療センターでの騒動に関する報道などをきっかけに、SNS上でクルド人の犯罪や迷惑行為に関する真偽不明の情報が大量に拡散された。SNSでの拡散を受けて、クルド人への否定的言説や誹謗中傷が現実社会にも波及し、排斥デモや街宣活動が頻発するようになった。2023年以降は、在特会の後継団体である日本第一党や、日の丸街宣倶楽部によるクルド人を標的とした排外的なデモが川口市や蕨市周辺で繰り返し行われている。これらのデモは、2019年の川崎市でのヘイトスピーチ禁止条例の施行により、他地域で活動してきたヘイトスピーチ団体関係者が川口・蕨地域に拠点を移したことや、SNS上の差別的言説の拡大と連動していると指摘されている。一部には実際に犯罪を犯す者もいるが、トラブルや事件が過度に拡散されることで、在日クルド人全体への否定的言説や偏見の拡大につながったと指摘されている。2024年3月には川口市で、在日クルド人2世の青年が不同意性交容疑で逮捕される事件が発生し、同年12月には同容疑者による性的暴行の再犯がSNS上で大きく拡散された。
このような状況の中、クルド人や支援団体は日本社会に溶け込もうと努力を続けているが、SNSを通じた差別の拡大や現実の被害は依然として続いており、地域社会や当事者に深刻な影響を及ぼしている。

## ヘイトの激化
クルド人へのヘイトが激化し始めたのは、2024年4月に出入国管理及び難民認定法（入管法）改正案の国会審議が始まり、在日クルド人が会見や国会参考人招致で声を上げたことが契機となったと、複数の報道や専門家、支援団体が指摘している。毎日新聞は、ヘイト激化の背景として、この改正案を巡って「外国人の抗議行動やメディア露出が高まり、難民申請者の多いクルド人にも注目が集まっていた」ことや、そうした状況下で採択された川口市議会の意見書を挙げている。支援団体「在日クルド人と共に」代表の温井立央も「制度の動きとヘイトスピーチは明確につながっています」と述べている。NHKのX投稿の分析によれば、同年4月の改正法案に対する在日クルド人の記者会見を機にクルド人に対する批判的な投稿が「激増」し、その後病院周辺騒動の報道後、投稿数はさらなる盛り上がりをみせた。

### 2023年入管法改正問題
2023年春、難民認定申請中でも3回目以降は強制送還を可能にする入管法改正案が国会で審議が始まった。この改正案は主に、「難民申請を繰り返すことで強制送還を逃れている」とされる外国人への対応強化を目的としていた。野党が改正に反対し、反対運動が盛り上がり大きく報道された。そのなかで難民申請中または仮放免という不安定な在留資格で生活するものが多い在日クルド人は法改正の当事者として注目を受け、記者会見や国会前集会で「強制送還されたら命が危ない」「日本で生活を続けたい」と訴えるクルド人の姿が報道された。
一方、入管法改正に反対する運動がリベラル層の活動と見なした、保守派や排外主義的なネットユーザーは強く反発。当事者として声を上げたクルド人は「リベラルの象徴」として注目され、保守・排外主義層の間でクルド人への排斥感情が高まることとなった。その結果、SNS上で「クルド人は不法滞在者」「犯罪者」などのデマや中傷が急増。SNSの分析によれば、2023年3月の「クルド」関連投稿は4万件だったが、法案審議が本格化した4月には24万件へと爆発的に増加した。

### 2023年7月川口市立医療センター前での騒動
2023年7月の川口市立医療センター前でのクルド人による騒動に対する報道が次のヘイト激化のきっかけとなった。7月4日、クルド人同士の喧嘩で双方に負傷者が発生した。双方の負傷者が同じ治療施設に収容されたことを心配して親族や友人が駆けつけた。騒動を撮影した動画がSNSに投稿・拡散され、「クルド人」がX（Twitter）でトレンドワード入りするに至り、またクルド人排斥を主張する投稿が目立つこととなった。
ニューズウィーク日本版で藤崎剛人は、「ある右派ジャーナリスト」らがこの事件を誇張して広め、「クルド人は怖い」というイメージを形成したと指摘している。産経新聞はこの騒動を大きく報道し、SNSでデマ拡散を助長したとされる。フリージャーナリストの石井孝明は、「暴動」と拡散した。読売新聞は、この病院前での騒動以降、在日クルド人に関する一面的かつ否定的な情報が急増したと報じている。共同通信も騒動についての報道をきっかけにヘイトスピーチや中傷がSNSなどに溢れたと報じた。英誌『エコノミスト』は、この騒動をきっかけに保守系メディアがクルド人に対するマナー違反やトラブルの報道を掘り起こし、右派によるクルド人コミュニティへの批判や、排外主義団体によるデモが活発化したと指摘している。
その後、実際に川口市などでは「日本から出て行け」と叫ぶデモや、クルド人への脅迫電話・嫌がらせが相次ぐようになり、さらには排外主義団体による街宣活動も頻発するようになった。

### 県外団体によるヘイトデモ
川崎市のヘイト禁止条例とヘイトデモの移動
川口市でヘイトデモを行う団体は、もともと神奈川県川崎市で在日コリアンや中国人に対するヘイトデモを行っていた人物や団体であり、川口市のクルド人排斥デモは2023年頃から活発化した。川崎市では長年、主に在日コリアンや中国人を対象としたヘイトスピーチやヘイトデモが繰り返されてきた。これに対し、2019年に全国初の罰則付きヘイトスピーチ禁止条例「川崎市差別のない人権尊重のまちづくり条例」が成立し、2020年7月に全面施行された。この条例は、繰り返しヘイト行為を行う者に対して勧告、命令、罰金（最高50万円）を科す三段階の厳しい措置を設けている。この条例の施行により、川崎市内でのヘイトデモは大幅に減少したものの、ヘイトスピーチを繰り返してきた団体や参加者は活動の場を埼玉県川口市や蕨市の在日クルド人コミュニティに移動した。
川口・蕨地域におけるヘイトデモの拡大
2023年10月には、在特会の流れを汲む日本第一党がJR川口駅周辺で在日クルド人を標的としたデモを実施した。それ以降、JR川口駅・蕨駅周辺のクルド人が比較的多く暮らす地域で、同様のデモが頻繁に行われるようになった。2024年2月には蕨市駅周辺で、かつて日本第一党に関わっていた神奈川県在住の人物（日の丸街宣倶楽部）による反クルドデモが行われた。2024年4月には、川口市で旭日旗やトルコ国旗を掲げた右翼街宣が行われ、「不法滞在クルド人は追放しよう」などと主張した。これらのデモに対しては、ヘイトスピーチに反対するカウンターも見られた。また、日の丸街宣倶楽部によるヘイトデモでは参加者がカウンター側に暴行する事件も発生している。2024年、公安調査庁は、在日韓国・朝鮮人に対するヘイトスピーチを行ってきた右派系グループが、川口市などで外国人排斥を主張する活動を活発化させていることを報告し、こうした団体を監視対象としていると公表している。

### SNS上でのヘイト投稿と社会的影響
こうした動きと並行して、SNS上でも様々なデマやヘイトが拡散された。2024年2月18日の蕨駅での反クルド人デモでは、居合わせたクルド人男性が怒りの声を上げたが、本人は「病院に行け」と発言したとし、日本音響研究所も音声分析で同様の結果を示している。しかしSNS上では、「日本人死ね」と言ったとする動画が拡散され、激しい反発を招いた。この動画は少なくとも4千万回閲覧され、2024年2月のクルド人関連SNS拡散数として最大となった。また、同日のヘイトデモでは警備に当たっていた埼玉県警の警察官が、デモに抗議する市民に対し「ザコどもだから」と発言し、後に県警も不適切な発言だったと認めている。この発言を受け、市民団体が県警本部長や知事に公開質問状を提出するなど、警察の対応も社会的な議論となった。
この後、SNS上ではフェイク投稿が増加した。クルド人とみられる複数の外国人が「日本人は川口市から出ていけ!!」と書かれたプラカードを掲げている生成AIによる画像（138万回閲覧）、実際には令和以降横ばいであるにもかかわらず「川口市の人口が毎月千人減っている」とする投稿（1432万回閲覧）などが拡散された。2024年6月には、難民用保護費を夫婦2名でかつて月6万円を4か月間受給しただけの家族が「月34万受け取り続けている」とするデマも拡散された。また、スーパーの通路に居ただけの4歳のクルド人女児の盗撮映像が、万引をした少女だと称して投稿され、2千万回閲覧された。
さらに、クルド人が経営する店舗やクルド人支援団体には、電話やメールによる嫌がらせやヘイトスピーチが多数寄せられている。インターネット検索で「在日クルド人」と入力すると、特定の新聞やジャーナリストによる批判的な記事が多く表示され、市外の人々が「クルド人は怖い」という偏ったイメージを抱く要因になっていると支援団体は指摘している。また、クルド人と犯罪を結びつける報道が偏見や相互不信を深め、地域での共生を妨げているとの指摘もある。2025年現在、川口市などには市外から迷惑系・炎上系とされるユーチューバーらが押しかけ、映像アップを目的に無断でクルド人やその商店の動画を撮影したり、挑発的・脅迫的な行動をとる事例が相次いでいる。また、政治家やインフルエンサーがデマを引用し、一部メディアが取り上げることで、根拠のない情報が真実であるかのように広がり、実際に地域社会に暮らす人々の認識や生活にも影響を及ぼしている。さらに、自警団と称してパトロールを行ったり、ゴミ拾いと称してクルド人に威圧的な態度を取る者も現れており、こうした行為の多くは県外から来た人々によって行われ、地域の不安を煽っている。ヘイトスピーチ研究者の明戸隆浩大阪公立大学准教授は、「これまでは在日コリアン排斥デモを行ってきた在特会系の団体がクルド排斥デモを主導することが多かったが、『クルド人』というワードがネットで注目を集めるようになると、閲覧数を稼ごうとする動画配信者やYouTuberなどの個人が現場に現れるようになった。組織的な前者には法的措置も取りやすいが、ゲリラ的な後者への対応は難しい」と指摘している。

### ヘイトスピーチの拡大メカニズム

#### SNS分析によるヘイト投稿の実態
2023年4月以降、SNS上でクルド人に関する投稿が急増し、2025年2月までの約2年間でX（旧Twitter）上の投稿数はリポストを含めて2500万件を超えた。これらの投稿には、クルド人の犯罪や迷惑行為に関する真偽不明の情報が含まれ、デモや脅迫など現実社会への影響も確認されている。NHKは成蹊大学の伊藤昌亮教授ら専門家と協力し、SNSのタイムライン解析や投稿者への取材を行い、その背景を探った。2025年4月放送のNHK『ETV特集』「フェイクとリアル 川口 クルド人 真相」でその一部が紹介された。朝日新聞は、SNS分析ツール「ブランドウォッチ」で、Xのリポストを含めた投稿数を調査した。2023年3月は4万件だったが、入管難民法改正案が審議され、クルド人難民に焦点が当たった2023年4月には24万件に急増し、7月の病院前騒動時には108万件、2024年3月は242万件に達した。差別問題に詳しいジャーナリストの安田浩一は「わずか1年足らずのうちに、SNSの中で『クルド人の脅威』がつくり上げられた。過去に例のない加速度だった」と指摘している。
- 2023年4月、入管法改正が話題となった時期を境に投稿が爆発的に増加した。リベラルな政党が改正に反対し、難民申請中のクルド人が記者会見で強制送還への懸念を訴えたことに反発する形で投稿が増えた[13][15][14]。
- 2023年6月、川口市議会が「一部外国人による犯罪の取り締まり強化を求める意見書」を可決した。この意見書は特定の国籍を名指ししていないものの、クルド人を念頭に置いた内容と受け止められ[12][66]、自由法曹団は「市議会がクルド人を排斥するヘイトスピーチを煽る結果となっている」と指摘した[67]。毎日新聞は、意見書可決後にクルド人へのバッシングが過熱したと報じた[25][9]。
- 2023年7月、川口市立医療センター前での騒動を「クルド人による乱闘」「暴動」とする投稿が爆発的に拡散された[13][68]。実際には、クルド人同士のトラブルで負傷者が搬送されたことをきっかけに、「搬送されたクルド人が死亡した」との噂が広まり、多くのクルド人が病院前に集まったが、患者は死亡しておらず、現場では一部で混乱が生じた[13]。また騒動を起こしたのはごく少数にすぎず、多くは騒ぎを鎮めようと集まっていた[69][70][71]。しかし、誇張された投稿を契機に、クルド人に対する否定的な言説が広まった[13][15][72]。その後も、クルド人による危険な運転だとする動画や、解体現場の動画、廃材を積んだトラックの動画などが次々と投稿され、「クルド人のせいで治安が悪化している」という言説が拡大していった[13]。「在留特別許可」がクルド人のための制度であるかのような誤情報や、「川口にクルド人が自治区を作ろうとしている」といったデマも拡散された[14]。また、病院前の騒動を起こした人たちが不起訴となったことも、「政府の対応が甘い」とする批判や、「クルド人は図に乗っている」といった物語の形成に利用され、こうした情報が寄せ集められながらクルド人へのヘイトが強まっていった[13][14]。
- 2023年9月、海外在住の一部トルコ人が機械翻訳を用いて在日クルド人を装い、「日本占領」を企てているかのような投稿を多数行い、これも日本国内の反クルド感情の高まりに影響した[15][73][8][74][75]。近現代史研究者の辻田真佐憲は、「あえて『敵』になりすまし、ひとびとを煽動して、『敵』のイメージを悪くさせる。古典的な煽りの手法だが、ツイッターのおかげでそれがとてもやりやすくなってしまった」と指摘している[15]。
- 2023年10月から2024年1月にかけては「赤い羽根共同募金の流用」など経済的デマを中心に拡散された[76]。
- 2023年12月、川口に拠点を置く日本クルド文化協会がトルコ政府からテロ組織支援者と認定されたことを受け、治安不安を煽る投稿が爆発的に増加した[13][14]。日本の警察は同団体をテロリスト指定していないが、「テロリストは日本から出て行け」という排外デモが頻発した[13][9]。
- 2024年2月18日、SNS投稿が最大のピークを迎えた[13][14]。クルド人排斥デモに抗議する日本クルド文化協会代表の動画が拡散され、それを見た石井孝明が「日本人死ね」と発言したとする投稿が爆発的に拡散された[77][13]。しかし、実際に発言したのは「病院に行け」であり[78][79]、日本音響研究所の解析でも確認されている[13]。自民党の若林洋平参院議員はこの投稿を引用し「日本人死ねというならどうぞお帰り下さい」と投稿し、問題視された[80][81][76]。
- この後、虚偽の投稿が目立つようになった。例えば、「日本人は川口市から出ていけ」と書かれたプラカードを外国人が掲げている画像は、生成AIや合成による捏造画像であるにもかかわらず拡散され[56][57]、138万回閲覧された[13]。川口市の人口が毎月1000人ずつ減り続けているという投稿[58]は1432万回閲覧され、買い物をする4歳の少女を万引き犯とした盗撮動画[59][35]は2000万回閲覧された[13]。さらに、解体業者のトラック（通称「クルドカー」）の画像が法令違反と誤解され、写真や動画を投稿する自称ジャーナリストやインフルエンサーが増加した[13][14]。クルドカーとは、主に川口市で暮らす在日クルド人を批判・中傷する文脈で、廃材を多く積んだトラックや改造車両などに対し、所有者がクルド人かどうかを問わず用いられる蔑称のネットスラングである[82][83]。一方で、2024年3月には川口市でクルド人男性が不同意性交等の容疑で逮捕された事案が拡散され、これは事実だった[13]。実際に犯罪を犯すクルド人もいるが、川口市における犯罪件数は2025年までの20年間で4分の1に減少している[13][84]。また、犯罪の大多数は日本人によるものである[14][8][85]。埼玉県警も「トルコ国籍の人間によって川口市内の犯罪情勢が特段悪いという評価はしていない」と発表している[13][83][86]。
- 2024年6月、難民申請中のクルド人家族について「月34万円の保護費を受けている」とする虚偽情報がSNSで拡散し、不法滞在者とする投稿も見られた[13][87]。しかし、この家族は仮放免者として入管の許可を得て地域で生活している。国際基督教大学の橋本直子准教授は、保護費に関するSNS上の匿名投稿の多くは事実に反していると指摘している[13]。
- 2024年8月中旬、クルド人が使用許可を得ずに公園で勝手にお祭りを開いたとする虚偽の動画がSNSで拡散された。この投稿は30万回以上表示され、「やりたい放題」「政府は無策」などの批判が寄せられたが、実際には埼玉県公園緑地協会が条件付きで使用許可を出しており、無許可開催の事実はなかった[88][89][56]。この祭りは伝統的なクルド人の新年を祝う「ネウロズ」であり、開催には公園管理者の許可が正式に得られていた[88][89][56]。
- 2024年8月下旬、テレビ朝日のニュース映像の一部を使い「川口のクルド団体がテロ支援組織に認定された」とする動画がSNSで拡散された。この動画は、ニュース映像からクルド人団体側の反論部分が意図的にカットされており、誤解を招く内容となっていた[90][91][65][92]。
- 2024年11月頃から再び大きな盛り上がりを見せた。さいたま地方裁判所がヘイトデモを行う団体に対し、デモの禁止を命じる仮処分決定を出したことに対し炎上が起きた[14]。同時期に産経新聞がクルド人に関する記事を集中連載し、「出稼ぎ」や「難民性がない」といった論調の記事を繰り返し掲載したことから、これらの記事内容をもとにした投稿が拡散された[13][14]。産経新聞の報道については、ヘイトスピーチやデマ拡散の拡大に深く関係していると指摘されている[93][94][72][13]。
- 2025年3月、埼玉スタジアムでサッカーチーム「FCクルド」の子どもたちが事前申請なしに旗を掲げて注意を受けたことをきっかけに、SNS上で「ルールを守らないクルド人」などの投稿や「帰れ」「強制送還しろ」といったヘイトスピーチが拡散した。この件について、FCクルド側は規則を知らなかったとしてクラブ側に謝罪し、浦和レッズも「当事者との間に特別な対立は生じていない」との声明を出している[95][96][97]。

#### ヘイト拡散の構造的要因
法制度の不備、経済的不満、SNSの構造、インフルエンサーの行動、人々の心理的な「救済感」などが複合的に絡み合い、ヘイトやデマの拡散を加速させていると指摘されている。
- ヘイトスピーチやヘイト投稿を直接違法とする法律がなく、規制が弱いことが拡散の温床となっている[51][98][47][95]。
- 政治家やYouTuberなどのインフルエンサーが根拠のない情報やデマを引用し、一部メディアが「問題」として取り上げることで、虚偽情報が真実のように流通・正当化されてしまう[14][99]。
- 社会保障費の負担増や賃金停滞など社会的・経済的不満が、「外国人のせいで自分たちが苦しい」という差別言説に転化されやすい（福祉排外主義）[14][87]。
- SNSのアルゴリズムがインプレッション数（閲覧数・反応数）を重視し、過激な投稿やデマが拡散されやすい。インフルエンサーや一般ユーザーが承認欲求や経済的利益を求めて、注目を集めるために過激・断定的な投稿やフェイク情報を拡散する傾向が強まっている（アテンション・エコノミー）[13][14][35][注 2]。
- SNS利用者が「自分で調べた」と称して現場で写真や動画を撮影し投稿するなど、参加型でデマや偏見が拡大している。事実確認や統計的根拠を無視し、「目立つ情報」や「自分が信じたい物語」が優先されやすい[13][14]。成蹊大学の伊藤昌亮教授は、ネット上の「正義」や「真実」は、事実そのものよりも「それを信じることで自分が救われる」という感情的な満足（救済感）に支えられていると指摘している[13][14]。
- 差別や偏見に基づく投稿が繰り返されることで、実際には根拠のない「クルド人＝治安悪化」「外国人＝社会の負担」といった物語が社会に定着し、地域社会や当事者の孤立・分断が進む[13][14]。
- 2025年7月の参議院選挙を前に、移民や難民に対する排外的言説の政治利用が指摘された[74][101]。自民党は2025年6月、外国人犯罪対策の強化を目的とした提言をまとめ、「違法外国人ゼロ」を公約に掲げた[102]。河野太郎前デジタル相は自身のブログで、川口市のクルド人の多くについて「偽装難民だと指摘されている」と記述し、全国難民弁護団連絡会議が「一部メディアの情報に依拠した決めつけ」として削除を求めたが応じなかった[102]。日本クルド文化協会のワッカス・チョーラク事務局長はBBCの取材に対し、「これまで沈黙していた与党ですら、保守層の支持を維持するために移民排斥的な言説を強めている」と指摘した[74]。
- 創価大学の倉橋耕平准教授は、排外主義は特定の社会的弱者に限られたものではなく、社会全体に広がる構造的な問題であり、「文明と野蛮」の再定義によって持続していると分析している。保守層には、露骨な差別主義者と一線を画しつつ、「国益に資する外国人」のみを選別的に受け入れ、「そうでない外国人」を排除する、新自由主義的で洗練された排外主義が見られると指摘する[103]。在日コリアンからクルド人へと差別の標的が移行した背景には、日本人の社会的優位が脅かされる場面で「敵」が再定義されるという構造があり、これは植民地主義的な「野蛮の発見」という論理の延長線上にあるとする[103]。また、NHKの番組「フェイクとリアル」については、「真実vsデマ」という単純な二項対立の構図が、実際に排除の対象となっているクルド人当事者の痛みを可視化せず、「日本社会の痛み」を前景化することで、排外主義の構造的原因に目を向けない多数派の価値観が表れていると指摘している[103]。

## NHKによる報道
NHK『ETV特集』「フェイクとリアル 川口 クルド人 真相」（2025年4月5日放送）は、川口市のクルド人をめぐるSNS上のデマやヘイトの拡散メカニズムを主題とし、2023年以降急増したクルド人関連の投稿や炎上事例を時系列で分析した番組である。番組では、SNSで真偽不明の情報が拡散されることで憎悪が増幅される構造や、社会的フラストレーションが背景にあることを専門家が指摘している。
放送後、番組内容がクルド人側の主張に偏っているとの批判があり、NHKは再放送を一時延期し、NHKプラスでの配信も停止した。その後、5月1日に再放送が行われたが、構成や内容は大きく変わらなかった。再放送延期をめぐっては、SNS上や一部報道で「政治家などによる抗議や圧力が影響したのではないか」との臆測や懸念の声もあったが、NHKは延期の理由について「取材を深めるため」や「編成上の都合」と説明している。
この番組に対しては複数の批判が出ている。産経新聞は、番組内で自社の記事画像が無断で使用され、ヘイト投稿を助長したかのような描写があったことについて、取材や出典明示がなかったと指摘している。また、番組がクルド人問題を「フェイク」「ヘイト」と一面的に捉え、地元住民や地方議員、ジャーナリストへの取材が十分でなかったこと、クルド人による問題行動や難民認定制度の悪用、出稼ぎ問題などにもほとんど触れていないと批判している。
元UNHCR駐日代表の滝澤三郎もデイリー新潮誌上で、番組がクルド人側や支援者の発言に偏り、地域住民の不安や行政・議会での議論を取り上げていない点、トルコ現地取材を行わず「クルド人＝迫害される難民」という前提に立っている点などを批判した。滝澤は同記事で、毎日新聞や読売新聞も「トルコ国内において今日クルド人がその属性によって迫害されていない」と述べていると言及している。一方、毎日新聞では「クルド人というだけで迫害されることはないが、クルド民族主義やPKK支持者と見なされると逮捕・訴追される場合があり、その法運用が恣意的だと指摘されている。また、トルコ語が公用語で、クルド語や文化のみで生活するのは難しく、こうした状況にどれだけ苦しみを感じるかは人それぞれだ」と記されている。読売新聞については、2025年の記事で「同族意識」や「家族・友人を頼った連鎖的な来日」「2023年のトルコ地震を機に増加」など、近年の社会的・経済的要因や地震後の急増について記している。一方、2023年の記事では「差別や迫害、混乱を背景に来日している」と報じている。さらに滝澤は、デイリー新潮誌上でイギリス外務省（UK Home Office）の報告書を引用し、クルド人の難民性を否定している。しかし、この報告書では、民族性のみでは迫害リスクは低いとする一方で、政治活動やPKKとの関係、反政府的言動など個別事情が加わる場合は深刻な迫害や人権侵害のリスクが高まることも明記されている。
NHKは2024年2月の「首都圏情報_ネタドリ!」で、地元住民の不安や行政の対応についても特集している。

## ヘイトの内容
川口市でクルド人が経営する飲食店には「クソクルド」「日本から出て行け」といった内容の電話が頻繁にかかってくるようになった。川口市にも「クルド人を追いだせ」などと訴える電話がかけられ、担当者によると「具体的な困り事を聞くと、SNSなどで見たという県外の人がほとんど」だという。クルド人支援団体にもヘイトメッセージが届いており、支援団体「在日クルド人と共に」に対して「クルド人を皆殺しにして、豚の餌にしてやる」というメッセージを送り、東京都在住の人物が脅迫容疑で書類送検された事例もある。
また大量の廃材を積んだトラックの画像を「クルドカー」と称してSNSに投稿することもクルド人揶揄の定番となっている。「クルドカー」という呼称は、所有者がクルド人かどうかに関係なく廃材を積んだ車両全般に使われており、しばしば違法行為と誤解されるが、実際には法令に違反していない。

### 在日クルド人をテロリストと結びつける言説
2023年11月、日本でクルド人へのヘイトが激化している最中に、トルコ政府が在日クルド人の当事者団体日本クルド文化協会およびその代表者らをクルディスタン労働者党（PKK）の支援団体だとして彼らのトルコ国内の資産凍結とする処分を行った。当人らは日本語－クルド語の辞書の作成等文化活動を行っている団体だとしてこれを否定、日本側の警察もテロリスト指定は行っていない。思想史研究者の藤崎剛人は、こうしたトルコ政府側の主張を日本の右派論客がそのまま取り入れ使用することで、日本国内のクルド人へのヘイトを煽っているとしている。また東京新聞もこの資産凍結がヘイト助長につながったと報じている。この後、川口市の在日クルド人に対するデモが激しくなった。また例えば、在留資格を持つクルド人男性が経営する人気ケバブ店には「日本から出て行け、テロリスト。ボケ、日本から出て行け」といった電話がかかってくるようになった。
クルド難民弁護団事務局長の弁護士大橋毅は、トルコ政府が「政敵弾圧にテロリスト認定を濫用」していると指摘し、クルド人政策について政権と意を異にする立場を表明しただけで訴追されたケースもあると述べている。国際人権団体のアムネスティ・インターナショナルやヒューマン・ライツ・ウォッチも同様の指摘・報告をしている。元国連難民高等弁務官事務所駐日代表の滝澤三郎は2024年3月の現地調査で、PKK支持を公言するクルド人でもトルコ国内で正規に就労している事例を確認したと報告し、「トルコではクルド人への差別は存在するが、迫害対象は主にPKK構成員に限られる」と指摘している。
英国内務省の報告書（2020年）では「トルコ政府がテロ対策を理由にクルド人活動家を弾圧」している実態が明記されており、米国務省も同様の懸念を表明している。成蹊大学の伊藤昌亮教授やクルド難民の弁護士などは、トルコ政府からテロ組織支援者と指定されること自体がトルコで迫害される恐れがある難民であることの証明であり、本来は難民認定の根拠となるべきだが、日本国内では逆の文脈で受け取られていると指摘している。
2025年5月、PKKは武装解除し解散することを発表した。在日クルド人らの多くは、トルコから来ていずれ安全な形でトルコに戻れることを希望しているため、この発表を喜んでいることが伝えられている。

### 政治家・公人による問題視された発言
2024年前後から、政治家や公人による在日クルド人に関する差別的・排外的な発言が報道されるようになった。これらの発言については、難民支援団体や専門家などから「事実に基づかない偏見や憎悪を助長するものであり、公人による差別的言動は看過できない」といった強い批判や懸念が示されている。
- 埼玉県越谷市の自民党市議は、2023年11月に自身の行政書士事務所への依頼内容を明かし、クルド人関連業者の依頼を断ったことや土地情報をXに投稿したため、埼玉県行政書士会から「典型的なヘイトスピーチであり、行政書士法の守秘義務にも違反する」として投稿削除を求める声明が出され、同会から1年間の会員権利停止処分を受けた[137][138]。また、同市議は2024年12月の市議会一般質問で「クルド人問題」や「凶悪犯罪が後を絶たない」「越谷市にも危険が迫っている」などと発言し、ヘイトスピーチであるとの指摘を受けた[139]。
- 日本維新の会の高橋英明衆院議員は、2024年2月の国会質疑で埼玉県の在日クルド人コミュニティーを念頭に「ちょっとひどい状況だ」「早急に一斉取り締まりを」などと発言した。この発言について、専門家や支援団体は「不確かな情報に基づく国会議員による外国人差別だ」と指摘し、ヘイトスピーチであるとの見解を示した[140][141][136]。
- 自民党の若林洋平参院議員は2024年2月、X上で在日クルド人に関する差別的な投稿を引用し、「日本人の国なので、日本の文化・しきたりを理解できない外国の方は母国にお帰りください」と投稿した[136][76]。この投稿は、クルド人コミュニティの排除を訴えるヘイトスピーチであるとの指摘を受けた[80][81][136]。
- 埼玉県南部を拠点に活動する元草加市議・現戸田市議の河合悠祐は、SNSや街宣活動を通じて在日クルド人に対する根拠のない情報や差別的発言を繰り返していると報じられている[142][143]。2025年3月に埼玉県内で開催されたクルド人の新春祭「ネウロズ」では、会場で「ネウロズの中止を求める」「PKKという反社会組織のイベントを中止しろ」などと発言し、ヘイトスピーチに該当する行為を行ったと報じられている[144][145][146][147]。また、SNS上でクルド人による犯罪を誇張・捏造する投稿を拡散したり、街宣活動で「日本から出て行け」などと排斥を訴える発言を繰り返してきたとされる[148][149][13]。2024年以降はヘイトデモの現場にもたびたび姿を見せ、その差別的な発言や行動が問題視されている[150][143][151]。

### メディア・言論人による情報拡散と社会的影響
在日クルド人に対するデマやヘイトスピーチの拡散には、メディアや言論人、インフルエンサー、差別扇動団体の影響が大きいと指摘されている。
- フリージャーナリストの石井孝明は、SNSや記事で「日本クルド文化協会がテロ支援団体である」「クルド人全体が不法就労者である」などと印象づける投稿を繰り返していたとされ、2024年3月には日本クルド文化協会の幹部や関係者らが名誉毀損・信用毀損で石井を提訴した[77][153][15]。原告側は「すべての在日クルド人が違法行為に及んでいるかのような投稿や、クルド人やその組織がテロリストであるかのような投稿は度を越しており、日本人が在日クルド人を敵視するよう仕向けている」と主張している[77]。石井の投稿拡散がきっかけで、クルド人の子どもが学校でいじめを受けるなどの被害も報告されている[77][8][154]。2024年2月には蕨駅でのヘイトデモをめぐり、「『日本人死ね』と言っていないか」とする石井の投稿が爆発的に拡散されたが、実際には「病院に行け」という発言の聞き違いであったことが明らかになっている[77][13]。同2月、「フリーアナウンサー柴田阿弥がクルド人をめぐる議論の中で『嫌なら日本人が引っ越せばいい』と発言した」というデマをXで拡散し、柴田への誹謗中傷が相次いだ。本人およびファクトチェック機関が否定し、石井の投稿は後に削除された[155][156]。石井は2023年5月頃から川口市周辺のクルド人問題に関する記事を月刊誌などに掲載し、SNSでも「クルド人問題を初めて報道した」と主張している[157][15]。また、2023年9月には川口市在住のクルド人が石井への殺害予告を殺害予告を行い逮捕される（その後不起訴）事案も発生している[157]。2025年5月に公開されたトルコの独立系WEBメディア「140journos」のドキュメンタリーでは、石井がSNSやネットメディアで差別的・扇動的な投稿を繰り返し、川口市のクルド人コミュニティへの差別や分断を煽った人物として批判的に紹介されている。番組では、石井の投稿が極右やヘイトスピーカー、YouTuberらを川口に呼び寄せ、対立やヘイトを拡大させたと指摘されている。また、クルド人当事者の証言や、石井自身の「この問題を引き起こしたのは自分だ」といった発言も紹介されている[35]。
- 産経新聞による在日クルド人に関する一連の報道は、2023年以降のヘイトスピーチやデマ拡散の拡大と関係していると複数の専門家や報道、在日クルド人団体[158][159]などが指摘している[93][94][72][35]。NHKのドキュメンタリー『フェイクとリアル～川口 クルド人 真相～』（2025年4月放送）でも、産経新聞の記事がSNSで拡散され、ヘイト投稿の拡大に寄与したと指摘された[13][115]。2023年7月30日付の産経新聞記事は、川口市立医療センターでのクルド人同士のトラブルを大きく報じたが[14][8]、現場の当事者への取材はなく、実際には騒動を起こしたのはごく少数で、多くは止めるために集まっていたと他メディアが指摘している[14][72][70]。また、産経新聞は「クルド人は出稼ぎ」「難民性がない」とする論調の記事を繰り返し掲載し、法務省自身も否定した古い入管調査報告を根拠に難民申請を否定的に扱っている[72][93]。さらに、2024年11月以降も産経新聞がクルド人に関する記事を集中連載し、そこから多くの投稿がSNS上で拡散された[13][14]。こうした一連の報道は、クルド人コミュニティへのバッシングや差別的言説の拡大に影響を与えていると指摘されている[93][94][72][35]。
- 「日の丸街宣倶楽部」代表の渡辺賢一は、2023年以降、埼玉県川口市や蕨市などで在日クルド人を標的としたデモや街宣活動を繰り返している。デモでは「クルド人は日本から出て行け」などの発言や、差別的なプラカード・横断幕を掲げる行為が確認されている[29][142][152][143]。2024年3月には、さいたま市で開催されたクルドの新年祭「ネウロズ」にも、旭日旗を持って現れたと報じられている[145][160]。日の丸街宣倶楽部や河合悠祐、YouTuberなどは、蕨駅前で「防犯パトロール」「ゴミ拾い」と称した活動も行っていると報じられている[40][161]。2024年11月には日本クルド文化協会が渡辺に対して事務所周辺でのデモ差し止めと損害賠償を求めて提訴し、さいたま地裁は協会事務所の半径600メートル以内でのデモ等を禁じる仮処分を決定した[162][163]。仮処分後も禁止区域外で街宣やネット上での投稿が続いているとされる[164][29][165]。
- SNSやYouTubeなどで多くのフォロワーを持つインフルエンサーも、在日クルド人に対するデマや排外的言説の拡散に大きな影響を及ぼしている。青汁王子（三崎優太）は「法律を守れない人は速やかに強制送還されるべき」などと投稿し、迷惑系YouTuberのへずまりゅうも「クルドパトロールをしていきたい」などと繰り返し投稿した。こうした有名人の発信は、ネット上で差別や排外主義を拡大させる要因となっていると指摘されている[29]。

### ネウロズの開催危機
クルド人の伝統的な祭りであるネウロズはさいたま市の埼玉県営秋ヶ瀬公園で毎年開催されてきた。しかし2024年は管理者側が公園の使用を認めない方針を示した。1月4日に「在日クルド人と共に」が管理者側に使用許可を申し出たところ「クルド人に公園を貸すなとの電話を受けた」ため「反対する人たちが来ると、安全を担保できない」とし、13日に使用を許可しない方針を伝えた。19日、県と協議した結果だとして音楽を流さないことを条件に使用を許可。23日には音楽は許可するが楽器演奏は認めないとした。最終的には楽器演奏を認め、3月20日に同公園で開催された。開催中は埼玉県警察が会場を警備した。会場周辺では神奈川県をはじめとする埼玉県外などからやってきた数人が拡声器を用いてクルド人に対するヘイトスピーチを行った。

## ヘイトへの対応
川口市では人権啓発冊子を発行し、外国人の人権問題の章で差別をあげ、ヘイトスピーチ対策法を紹介している。なお、警察統計では川口市ではここ20年で犯罪は1/4になっていて、埼玉県警はとくにトルコ国籍の人によって川口市内の犯罪情勢が悪くなっているとは評価していず、起訴率は国内全体で39.6%で来日外国人は41.6％である為さほど変わりはない。
2024年3月、埼玉県知事大野元裕は定例記者会見で「クルド人に限らず」としたうえで「ヘイトスピーチは地域社会から徹底して排除されなければならない」と述べた。同年6月、川口市市長の奥ノ木信夫はクルド人に対するヘイトについて、「非常に迷惑だと思っています。川口の誰々がやっているという話は聞いたこと一回もがないですから」と話した。
同年8月26日、日本弁護士連合会の主催で「クルド人に対するヘイトスピーチ問題を考える緊急集会」が開催された。日本クルド文化協会や支援団体の代表者、弁護士、ジャーナリストが登壇した。川口市民の間では、川崎市の例にならって差別禁止条例を求める活動も行われている。

### 法的対応
2023年、東京都は都内で行われたクルド人排斥デモにおいて「クルド人をたたき出せ」などと発言された内容を、都人権尊重条例に基づきヘイトスピーチと認定した。
2024年3月には、日本クルド文化協会の代表理事チカン・ワッカスら10人のクルド人およびクルド人を夫に持つ日本人女性が、フリージャーナリスト石井孝明によるSNSでの名誉毀損・信用毀損を理由に東京地裁へ提訴した。訴状によれば、石井は協会がテロ支援をしている、クルド人全体が不法就労者であるかのように印象づける投稿を繰り返していたとされる。
2024年6月の川口市議会では、市内で行われている外国人問題に関するデモについて、市側が「当事者である外国人住民からの相談も受けておらず、発言がヘイトスピーチに該当するかの判断は難しい」と答弁し、ヘイトスピーチ禁止条例の制定については否定的な見解を示した。
2024年6月には、X上で岩手県在住の男性が川口市長に対する殺害予告を投稿し、川口署が市長から事情を聴いたうえで脅迫容疑で被害届を受理、同年11月にこの男性を書類送検した。
同じく2024年11月、日本クルド文化協会（代理人：金英功、師岡康子、神原元ら）が「日の丸街宣倶楽部」が予定していたデモについて、ヘイトスピーチや名誉毀損・侮辱による業務妨害の恐れがあるとして、その差し止めを求める仮処分をさいたま地裁に請求した。さいたま地裁は協会の事務所半径600メートル以内でのデモや徘徊等を禁じる仮処分を決定した（名誉毀損や侮辱による業務妨害の防止が理由であり、ヘイトスピーチそのものの法的認定ではない）。クルド人へのヘイトデモで禁止命令が出されたのは初めてである。日の丸街宣倶楽部は2024年2月から10月にかけて、協会事務所周辺でプラカードや旗、拡声器を使用し、協会などを批判する言動を繰り返していた。日本クルド文化協会は、これらの行為が続けば今後も人格権が侵害される恐れがあるとしている。仮処分を受け、日の丸愛国倶楽部の主宰は予定していた11月24日のデモを中止したが、当日には仮処分の対象外である川口駅前で街宣活動を行った。また同日、蕨駅周辺や協会前には仮処分への抗議として政治団体「日本保守党」所属の河合悠祐前草加市議（当時）らが街宣行動を行った。
その後、協会は同年12月に「日の丸街宣倶楽部」代表の渡辺賢一を提訴した。2025年2月、日本クルド文化協会はこの訴訟に関する会見を行い、在日クルド人がアパートの入居を断られたり、子どもが学校で同級生から「国に帰れ」と言われるなど、ネットやSNSのヘイトスピーチによる現実の差別被害が広がっていると報告した。
こうした状況を受け、2025年3月には、差別行為を禁止し違反者を罰する「包括的差別撤廃法」の制定を求める超党派の国会議員による議員連盟が発足した。

### 有志による対抗
クルド人についてのSNS上のデマに対して、反論を投稿する人々もいる。ライターの田口ゆうは、川口市のクルド人を批判する目的で画像が投稿された「クルドカー」についてナンバーを確認して反論した。「電脳塵芥（ちりあくた）」という個人ブロガーはデマのファクトチェックを行い、その成果を公開している。

### クルド人による地域パトロール
2023年9月頃からクルド人による自主的な地域パトロールが開始された。また埼玉県警察は日本クルド文化協会のクルド人などと合同でJR東川口駅周辺のパトロールを行った。この合同パトロールについて、武南署署長は「警察や行政機関、住民、外国人団体の相互理解を促進することで強固な地域ネットワークが構築ができる」とその意義を語った。

## 関連文献
- イルファン・アクタン（クルド語版）, 長沢栄治, 稲葉奈々子, 村上薫, 岡真理「調査報告 KARIHŌMEN 日本で《クルド》として生きるということ」、プロジェクト・ワタン事務局、2024年6月、2024年9月3日閲覧。
- 道家木綿子, 辻惠介, 大山みち子「在日クルド人難民申請者のメンタルヘルス--来日後の収容経験」『こころと文化 = Psyche & culture』第6巻第1号、多文化間精神医学会、2007年2月、51-60頁、2024年9月3日閲覧。
- 山口昭彦 編『クルド人を知るための55章』明石書店〈エリア・スタディーズ〉、2019年。
  - 中島由佳利『在日クルド人コミュニティ―黎明期の『ワラビスタン』と第1世代―』。
- 『難民・移民のわたしたち：これからの「共生」ガイド』（雨宮処凛、2024年、河出書房新社）「第2章：難民・移民の人たちはどんな生活をしているの？『在日クルド人と共に』理事　松澤秀延さんに聞く」、「第3章：難民・移民の子どもたちは何に困っているの？」
- 『世界』（岩波書店、2024年7,9,10,11,12,2025年2月号）安田浩一による連載「ルポ　埼玉クルド人コミュニティ」（全6回）[195]

## 主なメディア報道
- 『세계는지금（世界は今）』「ヘイト‧差別に追い込まれる日本のクルド人難民」韓国KBS、2025年3月29日[196]
- 『ETV特集』「フェイクとリアル 川口 クルド人 真相」、NHK、2025年4月5日[13]
- 『Session』「特集 クルド人めぐるSNS投稿をきっかけに考える～ネットの真実とデマ」、TBSラジオ、2025年4月21日[64][14]
- 『極東問題』140journos、2025年5月15日[35]